# Sébastien Mobré
 (décembre 2013).
Si vous disposez d'ouvrages ou d'articles de référence ou si vous connaissez des sites web de qualité traitant du thème abordé ici, merci de compléter l'article en donnant les références utiles à sa vérifiabilité et en les liant à la section « Notes et références ».
Sébastien Mobré, né le 29 juillet 1981 aux Lilas, est un athlète handisport français, spécialisé dans le sprint.

## Biographie
Il commence le sport via la natation avec un niveau lui permettant de prétendre aux championnats de France mais un accident à la main change les choses. Pendant trois années, il va tester de nouveaux sports jusqu’en 2004, où il s’inscrit à un marathon par défi. Il est repéré par un agent de la Fédération Française Handisport qui lui fait découvrir le sprint en 2005. Six mois plus tard, il est champion de France.
En 2008, parallèlement à sa carrière de sportif de haut niveau, Sébastien Mobré rejoint la SNCF, en tant qu’agent commercial voyageurs à Paris dans un premier temps, puis à Aix-les-Bains dans un second temps. Il s’entraîne les années suivantes avec beaucoup de sérieux et d’implication. Il bat le record d’Europe en 2010.
En 2011, ses très belles performances au niveau international lui ouvrent les portes du dispositif « Athlètes SNCF ». Il rafle trois médailles lors de ses premiers championnats du monde : or sur 100 m, argent sur 200 m et 400 m
En 2012, lors des Jeux paralympiques de Londres, il est finaliste sur 100 m (5e) et 200 m (7e) mais ne parvient pas à décrocher de médaille olympique.
En 2016, lors des Jeux paralympiques de Rio, il est finaliste sur 100 m (7e) mais ne décroche pas de médaille.

## Palmarès

### Jeux paralympiques
- 2016 à Rio,  Brésil
  - 7e sur 100m
- 2012 à Londres,  Angleterre
  - 5e sur 100 m
  - 7e sur 200 m

### Championnats du monde
- Médaille d'or sur 100 m - 2011
- Médaille d'argent sur 200 m - 2011
- Médaille d'argent sur 400 m - 2011

### Championnats d'Europe
- Médaille d'argent sur 100 m - 2016
- Médaille d'argent sur 200 m - 2014, 2016
- Médaille de bronze sur 100 m - 2014

### Championnats de France
- 16 titres de Champion de France